# János Pintz
János Pintz (Budapeste, 20 de dezembro de 1950) é um matemático húngaro, que trabalha com teoria analítica dos números.
Pintz trabalha no Instituto de Matemática Alfréd Rényi da Academia de Ciências da Hungria. Obteve um doutorado em 1976 na Universidade Eötvös Loránd, orientado por Pál Turán.
Recebeu com Daniel Goldston e Cem Yıldırım o Prêmio Cole de 2014. Foi com Goldston e Pintz palestrante convidado do Congresso Internacional de Matemáticos em Seul (2014: Small gaps between primes).
Foi desde 2004 membro correspondente e é desde 2010 membro ordinário da Academia de Ciências da Hungria. Em 2013 foi eleito membro da Academia Europaea.